# Levedi
Levedi, Lebed, Levedias,  Lebedias o Lebedi (fl. IX secolo) fu un capo ungaro vissuto probabilmente all'inizio del IX secolo e il primo di cui si ha notizia.
Secondo il De administrando imperio scritto da Costantino VII Porfirogenito, per l'alleanza e il coraggio dimostrato dal popolo magiaro in tutte le guerre combattute con i Cazari, a Levedi, famoso anche per il suo valore in battaglia, fu data in sposa una principessa cazara «affinché potesse avere figli da lui». Tuttavia, a quanto risulta da uno studio delle fonti, Levedi non ebbe figli con sua moglie.
Successivamente, dopo che i Cazari sconfissero i Peceneghi e li costrinsero ad allontanarsi nella terra degli Ungari, i Cazari scelsero di nominare Levedi come «primo tra gli Ungari», affinché «potesse dimostrarsi obbediente alla parola [dei Cazari] e al [loro] comando». Così, secondo Costantino, il khagan cazaro diede il via alla centralizzazione del comando delle tribù magiare al fine di rafforzare la propria sovranità sulle stesse. Levedi, tuttavia, rifiutò, perché non si riteneva «abbastanza influente per quel ruolo»; al suo posto, afferma Costantino, Levedi propose un altro voivoda ungherese, Álmos o suo figlio Árpád, che avrebbero a suo giudizio meglio esercitato l'incarico di principe.
Malgrado non vi sia unanimità a livello storiografico, la zona in cui si insediò il popolo magiaro, collocata al tempo tra il fiume Volga e i monti Urali, fu chiamata Lebedia e, più tardi, Levedia, un termine la cui etimologia si può facilmente ricondurre a Levedi.

## Nome e titolo
L'unica fonte relativa alla vita di Levedi resta il De administrando imperio, un'opera redatta dall'imperatore bizantino Costantino VII Porfirogenito intorno al 950. Secondo una teoria storiografica, il nome deriva dal termine slavo "Lebedi", ovvero cigno. Secondo lo storico Omeljan Pritsak, il nome di Levedi, che era in realtà un titolo, deriva dall'espressione turca "alp edi", cioè "signore coraggioso". Lo storico ungherese Gyula Kristó, il quale rigetta la teoria di Pritsak, afferma che il nome di Levedi deve essere collegato al verbo ungherese "lesz" ("essere"). Altri studiosi concordano sul fatto che l'origine del nome sia probabilmente ugrofinnica, indicando come derivazione «il participio di lesz ("stato") tramutatosi in lës (dall'infinito levő - "essere") unito al suffisso diminutivo -di». Una versione assolutamente simile (Lewedi) è stata rintracciata in un documento ungherese emesso secoli dopo, nel 1138.
Si è altresì sostenuto che il territorio in cui si insediarono le tribù magiare, il Lebedi, non avesse preso il nome dal capotribù, ma fosse invece accaduto il processo opposto. Tuttavia, Kristó contesta questa ricostruzione affermando che non solo contrasterebbe con quanto riferisce Porfirogenito, ma andrebbe anche a scontrarsi con la pratica ungherese di assegnazione dei toponimi.

## NelDe administrando imperio
Nel De administrando imperio Levedi viene indicato come uno dei voivodi dei sette clan ungari, i quali convissero per un certo periodo assieme ai Cazari, affiancandoli persino sui campi di battaglia. A causa del coraggio dimostrato dai magiari in battaglia e dalla loro salda alleanza, il principe chagan (ovvero il khan cazaro) decise di dare in sposa al voivoda Levedi una nobile dama cazara, non appartenente però alla famiglia del khan. Benché tale atto assunse un valore premiale, in quanto il sovrano cazaro aveva intenzione di accattivarsi le simpatie degli Ungari concedendo a uno dei loro capi più influenti «una principessa da cui avrebbe potuto avere figli forti come lui», Levedi non ebbe figli. I Peceneghi, un altro popolo nomade che secondo Costantino venivano in passato chiamati Kangari (Κάγγαρ), dopo essere stati sconfitti e fatti avvicinare a causa dei Cazari nelle terre ungare dichiararono presto guerra a queste ultime. Come riferisce lo storico bizantino, gli Ungari riportarono una sconfitta e dovettero lasciare la loro patria. Le ostilità si sarebbero tra l'altro ripetute in seguito, quando l'intervento dei Magiari in un conflitto tra il Primo Impero Bulgaro e l'impero bizantino causò una contro-invasione congiunta dei Bulgari e dei Peceneghi. L'opera prosegue poi sostenendo che gli Ungari, chiamati sempre in maniera errata «Turchi» da Costantino, si divisero in due gruppi: uno si recò in Persia (Περσία), mentre l'altro, guidato dal loro capo Levedi, si stabilì a ovest. Il khan cazaro decise a quel punto di inviare una delegazione di ambasciatori da Levedi chiedendo che egli si recasse dal mittente del messaggio. Una volta giunto all'attenzione del khan, Levedi chiese perché fosse stato convocato.
(Costantino VII Porfirogenito, De administrando imperio)
Anni dopo, i Peceneghi si abbatterono sugli Ungari e li scacciarono assieme al principe che li guidava, Árpád. A loro volta costrette a trasferirsi, le comunità magiare si scontrarono con gli abitanti della Grande Moravia e si stabilirono nella loro terra. Almeno fino al momento in cui Costantino scriveva, non si registravano nuovi attacchi tra i due popoli ostili.
Dai passaggi relativi a Levedi gli studiosi hanno desunto varie somiglianze con aspetti socio-culturali tipici delle comunità turche, oltre che un collegamento con gli elementi slavi nel momento in cui si cita il titolo del magiaro, ovvero quello di "voivoda". Nel momento in cui l'autore romeo impiegava quel titolo, Porfirogenito si riferiva sempre a Levedi in veste di capo delle sette tribù ungare. Lo storico Dezső Paizs afferma che Levedi era più specificatamente la guida della tribù Megyer (una delle sette comunità ancestrali), ma la sua teoria non gode di unanime consenso in ambiti accademici.

### Esplicative
1. ↑  A prescindere da quale possa essere la sua origine, gli studiosi hanno messo in guardia dall'avvicinare l'etimologia di un nome all'etnia di colui che lo portava. Gli Ungari convissero per secoli con i Turchi, come evince dal fatto che oltre il 10% delle radici nell'ungherese moderno si devono a prestiti turchi. La percentuale sale al 50% con riguardo al lessico legato all'agricoltura. Le influenze si estendono anche al campo genetico e culturale, con il risultato che molti nomi di persona, sostantivi relativi al mondo animale e vegetale sono di origine turca, così come le denominazioni delle tribù ( György Ránki, Hungarian History--world History, Akadémiai K VIII, 1984,  pp. 9-10, ISBN 978-96-30-53997-5.; (EN) Ioan Aurel Pop e Veronica Csorvási, Romanians and Hungarians from the 9th to the 14th Century The Genesis of the Transylvanian Medieval State, Centrul de Studii Transilvane, Fundația Cultrală Română, 1996,  p. 62, ISBN 978-97-35-77037-2.). Nel corso del XVIII e nel XIX secolo si è discusso se classificare la lingua ungherese nella famiglia degli idiomi turchi, ponendo inoltre attenzione sulle somiglianze tra le strutture sociale storiche ungheresi e turche ((EN) Angela Marcantonio, Pirjo Nummenaho e Michela Salvagni, The "Ugric-Turkic Battle": A Critical Review (PDF), in Linguistica Uralica, vol. 2, 2001. URL consultato il 14 marzo 2022.; Róna-Tas (1999), p. 105). Benché non si debba dimenticare che anche le lingue slave hanno esercitato un certo impatto sull'ungherese, le informazioni appena indicate sui Magiari non devono far ipotizzare un legame indissolubile e inscindibile né con i popoli turchi né con quelli slavi ((EN) Aranka Csösz, Anna Szécsényi-Nagy e Balázs Gusztáv Mende, Maternal Genetic Ancestry and Legacy of 10th Century AD Hungarians, in Scientific Reports, vol. 6, n. 33446, 2016.).

### Bibliografiche
1. 1 2  Golden et al. (2007), pp. 273-274.
2. ↑  (EN) Imre Lukinich, A History of Hungary in Biographical Sketches, Books for Libraries Press, 1968,  pp. 7-9, ISBN 978-08-36-90635-6.
3. ↑  (EN) Frank Northen Magill e Alison Aves, Dictionary of World Biography: The Middle Ages, vol. 2, Routledge, 1998,  p. 86, ISBN 978-15-79-58041-4.
4. ↑  Bartha (1975), p. 48.
5. ↑  Bartha (1975), p. 64.
6. ↑  Golden et al. (2007), p. 274.
7. ↑  (EN) Istvan Zimonyi, Muslim Sources on the Magyars in the Second Half of the 9th Century: The Magyar Chapter of the Jayhānī Tradition, BRILL, 2015,  p. 121, ISBN 978-90-04-30611-0.
8. ↑  (EN) Frank Northen Magill, Great Events from History: Ancient and Medieval Series: 951-1500, vol. 3, Salem Press, 1972,  p. 1212.
9. 1 2 3  De administrando imperio, cap. 38, pp. 171-173.
10. ↑  Kristó (1996), pp. 160-161.
11. ↑  Spinei (2003), p. 33.
12. ↑  Róna-Tas (1999), p. 418.
13. ↑  Di Cave (1995), p. 52.
14. ↑  Papo e Papo (2000), p. 71.
15. 1 2 3  Kristó (1996), p. 112.
16. ↑  Engel (2001), p. 8.
17. 1 2 3  Kristó (1996), p. 107.
18. ↑  Wieczorek e Hinz (2000), p. 370.
19. ↑  (EN) Kósa László, A Companion to Hungarian Studies, Akadémiai Kiadó, 1999,  p. 43, ISBN 978-96-30-57677-2.
20. ↑  Kristó (1996), p. 370.
21. ↑  Spinei (2003), pp. 51-52.
22. ↑  De administrando imperio, cap. 38, p. 173.
23. ↑  Róna-Tas (1999), p. 105.
24. ↑  Kristó (1996), p. 115.
25. ↑  Kristó (1996), p. 114.
26. ↑  Kristó (1996), p. 9.

### Fonti primarie
- (EN) Costantino Porfirogenito, De administrando imperio, a cura di Gyula Moravcsik, traduzione di Romillyi J. H. Jenkins, Dumbarton Oaks Center for Byzantine Studies, 1967, ISBN 0-88402-021-5.

### Fonti secondarie
- (EN) Antal Bartha, Hungarian Society in the 9th and 10th Centuries, vol. 85, Akadémiai Kiadó, 1975, ISBN 978-96-30-50308-2.
- Carlo Di Cave, L'arrivo degli Ungheresi in Europa e la conquista della patria: fonti e letteratura critica, Centro italiano di studi sull'Alto medioevo, 1995, ISBN 978-88-79-88379-5.
- (EN) Pál Engel, The Realm of St Stephen: A History of Medieval Hungary, 895-1526, I.B. Tauris Publishers, 2001, ISBN 1-86064-061-3.
- (EN) Peter B. Golden, Haggai Ben-Shammai e András Róna-Tas, The World of the Khazars: New Perspectives, Brill, 2007, ISBN 978-90-04-16042-2.
- (EN) Gyula Kristó, Hungarian History in the Ninth Century, Szegedi Középkorász Műhely, 1996, ISBN 978-1-4039-6929-3.
- Adriano Papo e Gizella Nemeth Papo, Storia e cultura dell'Ungheria: dalla preistoria del bacino carpatodanubiano all'Ungheria dei giorni nostri, Rubbettino, 2000, ISBN 978-88-72-84988-0.
- (EN) András Róna-Tas, Hungarians and Europe in the Early Middle Ages: An Introduction to Early Hungarian History, CEU Press, 1999, ISBN 978-963-9116-48-1.
- (EN) Victor Spinei, The Great Migrations in the East and South East of Europe from the Ninth to the Thirteenth Century, 2003, ISBN 978-973-85894-5-2.
- (EN) Alfried Wieczorek e Hans-Martin Hinz, Europe's Centre Around AD 1000, Theiss, 2000, ISBN 978-38-06-21549-6.